# Prémios Globo de Ouro de 2022

Prémios Globo de Ouro de 2022

 9 de janeiro de 2022
Filme - Drama:
The Power of the Dog
Filme - Comédia ou Musical:
West Side Story
Série de televisão – Drama:
Succession
Série de televisão – Comédia ou Musical:
Hacks
Minissérie ou Filme para televisão:
The Underground Railroad
Prémio Cecil B. DeMille:
não atribuído

Prémio Carol Burnett:
não atribuído
Prémios Globo de Ouro 

← 2021  ·  2023 →
Os Prémios Globo de Ouro de 2022 (no original em inglês 79th Golden Globe Awards) honraram os melhores profissionais de cinema e televisão, filmes e programas televisivos de 2021.
Os candidatos nas diversas categorias foram escolhidos pela Associação de Imprensa Estrangeira de Hollywood (AIEH) e os nomeados anunciados a 13 de dezembro de 2021 pelo rapper Snoop Dogg e Helen Hoehne, presidente da AIEH. Os vencedores foram anunciados em 9 de janeiro de 2022.

## Cerimónia
A cerimónia de entrega dos prémios ocorreu no dia 9 de janeiro de 2022.
Em 10 de maio de 2021, a NBC anunciou que não iria, como habitualmente, televisionar e transmitir ao vivo a cerimónia, suportando assim o boicote feito à AIEH por múltiplas empresas de media com alegações de falta de esforços na promoção de maior diversificação existente nos membros maioritariamente brancos da associação. No entanto, abriu a possibilidade de retomar em 2023 o televisionamento do evento caso essas reformas tenham sido entretanto realizadas. Em resultado desta controvérsia, a AIEH anunciou um calendário para estas reformas, apresentando em 1 de outubro de 2021 uma lista com 21 novos membros recrutados.
Em 15 de outubro de 2021, a AIEH anunciou os seus planos para manter a data da cerimónia para 9 de janeiro de 2022, com ou sem transmissão televisiva. Foi uma cerimónia não transmitida e televisionada em direto desde a edição de 2008.

## Vencedores e nomeados
Lista dos vencedores e nomeados na 79.ª edição dos Prémios Globo de Ouro:

### Cinema
| Melhor filme | Melhor filme |
| Drama | Comédia ou Musical |
| --- | --- |
| - The Power of the Dog - Belfast - CODA - Dune - King Richard | - West Side Story - Cyrano - Don't Look Up - Licorice Pizza - tick, tick... BOOM! |
| Melhor atuação em filme de drama | |
| Ator | Atriz |
| - Will Smith – King Richard como Richard Williams - Benedict Cumberbatch – The Power of the Dog como Phil Burbank - Denzel Washington – The Tragedy of Macbeth como Lord Macbeth - Javier Bardem – Being the Ricardos como Desi Arnaz - Mahershala Ali – Swan Song como Cameron Turner | - Nicole Kidman – Being the Ricardos como Lucille Ball - Jessica Chastain – The Eyes of Tammy Faye como Tammy Faye Messner - Kristen Stewart – Spencer como Diana, Princesa de Gales - Lady Gaga – House of Gucci como Patrizia Reggiani - Olivia Colman – The Lost Daughter como Leda Caruso                |
| Melhor atuação em filme de comédia ou musical | |
| Ator | Atriz |
| - Andrew Garfield – tick, tick... BOOM! como Jonathan Larson - Anthony Ramos – In the Heights como Usnavi de la Vega - Cooper Hoffman – Licorice Pizza como Gary Valentine - Leonardo DiCaprio – Don't Look Up como Randall Mindy - Peter Dinklage – Cyrano como Cyrano de Bergerac    | - Rachel Zegler – West Side Story como Maria - Alana Haim – Licorice Pizza como Alana Kane - Emma Stone – Cruella como Cruella de Vil - Jennifer Lawrence – Don't Look Up como Kate Dibiasky - Marion Cotillard – Annette como Ann Defrasnoux                                                                |
| Melhor atuação secundária em filme – drama, comédia ou musical | |
| Ator secundário/coadjuvante | Atriz secundária/coadjuvante |
| - Kodi Smit-McPhee – The Power of the Dog como Peter Gordon - Ben Affleck – The Tender Bar como Charlie Moehringer - Ciarán Hinds – Belfast como Pop - Jamie Dornan – Belfast como Pa - Troy Kotsur – CODA como Frank Rossi                                                            | - Ariana DeBose – West Side Story como Anita - Aunjanue Ellis – King Richard como Oracene Price - Caitríona Balfe – Belfast como Ma - Kirsten Dunst – The Power of the Dog como Rose Gordon - Ruth Negga – Passing como Clare Bellew                                                                         |
| Melhor Realização/Direção | Melhor Argumento/Roteiro |
| - Jane Campion – The Power of the Dog - Denis Villeneuve – Dune - Kenneth Branagh – Belfast - Maggie Gyllenhaal – The Lost Daughter - Steven Spielberg – West Side Story | - Kenneth Branagh – Belfast - Aaron Sorkin – Being the Ricardos - Adam McKay – Don't Look Up - Jane Campion – The Power of the Dog - Paul Thomas Anderson – Licorice Pizza |
| Melhor Banda/Trilha sonora | Melhor Canção original |
| - Hans Zimmer – Dune - Alberto Iglesias – Parallel Mothers - Alexandre Desplat – The French Dispatch - Germaine Franco – Encanto - Jonny Greenwood – The Power of the Dog | - "No Time to Die" (Billie Eilish e Finneas O'Connell) – No Time to Die - "Be Alive" (Dixson, Beyoncé) – King Richard - "Dos Oruguitas" (Lin-Manuel Miranda) – Encanto - "Down to Joy" (Van Morrison) – Belfast - "Here I Am (Singing My Way Home)" (Carole King, Jennifer Hudson e Jamie Hartman) – Respect |
| Melhor Filme de animação | Melhor Filme em língua estrangeira |
| - Encanto - Flee - Luca - My Sunny Maad - Raya and the Last Dragon | - Drive My Car (Japão) - A Hero (Irã) - È stata la mano di Dio (Itália) - Ghahreman - Hytti nro 6 (Finlândia) - Madres paralelas (Espanha) |

#### Filmes com múltiplas nomeações
| Nomeações | Filmes               |
| --------- | -------------------- |
| 7         | Belfast              |
| 7         | The Power of the Dog |
| 4         | Don't Look Up        |
| 4         | King Richard         |
| 4         | Licorice Pizza       |
| 4         | West Side Story      |
| 3         | Being the Ricardos   |
| 3         | Dune                 |
| 3         | Encanto              |
| 2         | CODA                 |
| 2         | Cyrano               |
| 2         | The Lost Daughter    |
| 2         | Parallel Mothers     |
| 2         | Tick, Tick... Boom!  |

#### Filmes com múltiplos prémios
| Prémios | Filme                |
| ------- | -------------------- |
| 3       | The Power of the Dog |
| 3       | West Side Story      |

### Televisão
| Melhor série | Melhor série |
| Drama | Comédia ou Musical |
| --- | --- |
| - Succession (HBO) - Lupin (Netflix) - The Morning Show (Apple TV+) - Pose (FX) - Squid Game (Netflix) | - Hacks (HBO Max) - The Great (Hulu) - Only Murders in the Building (Hulu) - Reservation Dogs (FX on Hulu) - Ted Lasso (Apple TV+) |
| Melhor atuação em série de drama | |
| Ator | Atriz |
| - Jeremy Strong – Succession (HBO) como Kendall Roy - Brian Cox – Succession (HBO) como Logan Roy - Lee Jung-jae – Squid Game (Netflix) como Seong Gi-hun - Billy Porter – Pose (FX) como Prayerful Tell - Omar Sy – Lupin (Netflix) como Assane Diop                                                                               | - Mj Rodriguez – Pose (FX) como Blanca Rodriguez-Evangelista - Uzo Aduba – In Treatment (HBO) como Drª. Brooke Taylor - Jennifer Aniston – The Morning Show (Apple TV+) como Alex Levy - Christine Baranski – The Good Fight (Paramount+) como Diane Lockhart - Elisabeth Moss – The Handmaid's Tale (Hulu) como June Osborne                            |
| Melhor atuação em série de comédia ou musical | |
| Ator | Atriz |
| - Jason Sudeikis – Ted Lasso (Apple TV+) como Ted Lasso - Anthony Anderson – Black-ish (ABC) como Andre Johnson - Nicholas Hoult – The Great (Hulu) como Pedro III da Rússia - Steve Martin – Only Murders in the Building (Hulu) como Charles-Haden Savage - Martin Short – Only Murders in the Building (Hulu) como Oliver Putnam | - Jean Smart – Hacks (HBO Max) como Deborah Vance - Tracee Ellis Ross – Black-ish (ABC) como Rainbow Johnson - Elle Fanning – The Great (Hulu) como Catarina, a Grande - Issa Rae – Insecure (HBO) como Issa Dee - Hannah Einbinder – Hacks (HBO Max) como Ava Daniels                                                                                   |
| Melhor atuação em minissérie ou filme para televisão | |
| Ator | Atriz |
| - Michael Keaton – Dopesick (Hulu) como Dr. Samuel Finnix - Ewan McGregor – Halston (Netflix) como Roy Halston Frowick - Paul Bettany – WandaVision (Disney+) como Visão - Oscar Isaac – Scenes from a Marriage (HBO) como Jonathan Levy - Tahar Rahim – The Serpent (Netflix) como Charles Sobhraj                                 | - Kate Winslet – Mare of Easttown (HBO) como Marianne "Mare" Sheehan - Jessica Chastain – Scenes from a Marriage (HBO) como Mira Phillips - Cynthia Erivo – Genius: Aretha (National Geographic) como Aretha Franklin - Elizabeth Olsen – WandaVision (Disney+) como Wanda Maximoff / Feiticeira Escarlate - Margaret Qualley – Maid (Netflix) como Alex |
| Melhor atuação secundária em série, minissérie ou filme para televisão | |
| Ator secundário | Atriz secundária |
| - O Yeong-su – Squid Game (Netflix) como Oh Il-nam - Billy Crudup – The Morning Show (Apple TV+) como Cory Ellison - Kieran Culkin – Succession (HBO) como Roman Roy - Mark Duplass – The Morning Show (Apple TV+) como Charlie "Chip" Black - Brett Goldstein – Ted Lasso (Apple TV+) como Roy Kent                                | - Sarah Snook – Succession (HBO) como Siobhan "Shiv" Roy - Jennifer Coolidge – The White Lotus (HBO) como Tanya McQuoid - Kaitlyn Dever – Dopesick (Hulu) como Betsy Mallum - Andie MacDowell – Maid (Netflix) como Paula - Hannah Waddingham – Ted Lasso (Apple TV+) como Rebecca Welton                                                                |
| Melhor Minissérie ou Filme para televisão | |
| - The Underground Railroad (Prime Video) - Dopesick (Hulu) - Impeachment: American Crime Story (FX) - Maid (Netflix) - Mare of Easttown (HBO) | |

#### Séries com múltiplas nomeações
| Nomeações | Séries                       |
| --------- | ---------------------------- |
| 5         | Succession                   |
| 4         | The Morning Show             |
| 4         | Ted Lasso                    |
| 3         | Dopesick                     |
| 3         | The Great                    |
| 3         | Hacks                        |
| 3         | Maid                         |
| 3         | Only Murders in the Building |
| 3         | Pose                         |
| 3         | Squid Game                   |
| 2         | Black-ish                    |
| 2         | Lupin                        |
| 2         | Mare of Easttown             |
| 2         | Scenes from a Marriage       |
| 2         | WandaVision                  |

#### Séries com múltiplos prémios
| Prémios | Séries     |
| ------- | ---------- |
| 3       | Succession |
| 2       | Hacks      |